# Lee Jae-sung
Dans ce nom coréen, le nom de famille, Lee, précède le nom personnel.
Lee Jae-sung (en coréen : 이재성), né le 10 août 1992 à Ulsan en Corée du Sud, est un footballeur international sud-coréen, qui évolue au poste de milieu de terrain. Il joue actuellement dans le club du FSV Mayence.

## Biographie

### Carrière internationale
Lee Jae-sung fait ses débuts internationaux avec l'équipe A en 2015. Le 27 mars 2015, il honore sa première sélection contre l'Ouzbékistan en amical. Il commence la rencontre comme titulaire, et sort du terrain à la 86e minute de jeu, en étant remplacé par Han Kyo-won. La rencontre se solde par un match nul de 1-1. Puis, il inscrit son premier but en sélection le 31 mars 2015 contre la Nouvelle-Zélande.
Le 2 juin 2018, il fait partie de la liste des 23 joueurs sud-coréens sélectionnés pour disputer la Coupe du monde de 2018 en Russie. Il dispute trois rencontres durant le tournoi.
Le 12 novembre 2022, il est sélectionné par Paulo Bento pour participer à la Coupe du monde 2022.

## Statistiques

### Carrière
| Saison                | Club                   | Championnat           | Championnat | Championnat | Coupe(s) nationale(s) | Coupe(s) nationale(s) | Compétition(s) continentale(s) | Compétition(s) continentale(s) | Compétition(s) continentale(s) | Coupe du mondedes clubs | Coupe du mondedes clubs | Corée du Sud | Corée du Sud | Total | Total |
| Saison                | Club                   | Division              | M.          | B.          | M.                    | B.                    | Comp.                          | M.                             | B.                             | M.                      | B.                      | M.           | B.           | M.    | B.    |
| 2014                  | Jeonbuk Hyundai Motors | K League              | 26          | 4           | 3                     | 0                     | LCA                            | 7                              | 1                              | -                       | -                       | -            | -            | 36    | 5     |
| 2015                  | Jeonbuk Hyundai Motors | K League              | 34          | 7           | 1                     | 0                     | LCA                            | 9                              | 2                              | -                       | -                       | 13           | 4            | 57    | 13    |
| 2016                  | Jeonbuk Hyundai Motors | K League              | 32          | 3           | 1                     | 0                     | LCA                            | 13                             | 1                              | 2                       | 0                       | 6            | 0            | 54    | 4     |
| 2017                  | Jeonbuk Hyundai Motors | K League              | 28          | 8           | -                     | -                     | -                              | -                              | -                              | -                       | -                       | 8            | 1            | 36    | 9     |
| 2018                  | Jeonbuk Hyundai Motors | K League              | 17          | 4           | -                     | -                     | LCA                            | 8                              | 1                              | -                       | -                       | 11           | 1            | 36    | 6     |
| Sous-total            | Sous-total             | Sous-total            | 137         | 26          | 5                     | 0                     | -                              | 37                             | 5                              | 2                       | 0                       | 38           | 6            | 219   | 37    |
| 2018-2019             | Holstein Kiel          | 2. Bundesliga         | 29          | 5           | 2                     | 0                     | -                              | -                              | -                              | -                       | -                       | 7            | 2            | 38    | 7     |
| 2019-2020             | Holstein Kiel          | 2. Bundesliga         | 31          | 9           | 2                     | 1                     | -                              | -                              | -                              | -                       | -                       | 4            | 0            | 37    | 10    |
| 2020-2021             | Holstein Kiel          | 2. Bundesliga         | 33+2        | 5+1         | 5                     | 2                     | -                              | -                              | -                              | -                       | -                       | 2            | 0            | 42    | 8     |
| Sous-total            | Sous-total             | Sous-total            | 95          | 20          | 9                     | 3                     | -                              | 0                              | 0                              | 0                       | 0                       | 13           | 2            | 117   | 25    |
| 2021-2022             | FSV Mayence            | Bundesliga            | 27          | 4           | 3                     | 0                     | -                              | -                              | -                              | -                       | -                       | 12           | 1            | 42    | 5     |
| 2022-2023             | FSV Mayence            | Bundesliga            | 34          | 7           | 2                     | 0                     | -                              | -                              | -                              | -                       | -                       | 8            | 0            | 44    | 7     |
| 2023-2024             | FSV Mayence            | Bundesliga            | 29          | 6           | 2                     | 0                     | -                              | -                              | -                              | -                       | -                       | 17           | 2            | 48    | 8     |
| 2024-2025             | FSV Mayence            | Bundesliga            | 33          | 7           | 1                     | 0                     | -                              | -                              | -                              | -                       | -                       | 8            | 3            | 42    | 10    |
| Sous-total            | Sous-total             | Sous-total            | 123         | 24          | 8                     | 0                     | -                              | 0                              | 0                              | 0                       | 0                       | 45           | 6            | 176   | 30    |
| Total sur la carrière | Total sur la carrière  | Total sur la carrière | 355         | 70          | 22                    | 3                     | -                              | 37                             | 5                              | 2                       | 0                       | 96           | 14           | 512   | 92    |

### Buts en sélection
Le tableau suivant liste tous les buts inscrits par Lee Jae-sung avec l'équipe de Corée du Sud.

## Palmarès

### En club
- Avec le  Jeonbuk Hyundai Motors
  - Champion de Corée du Sud en 2014, 2015, 2017 et 2018
  - Vainqueur de la Ligue des champions de l'AFC en 2016

### En sélection
- Avec la  Corée du Sud
  - Vainqueur de la Coupe d'Asie de l'Est en 2015 et 2017
  - Vainqueur des Jeux asiatiques en 2014

### Distinctions personnelles
- Élu jeune joueur de l'année de la K League en 2015
- Élu meilleur joueur de l'année de la K League en 2017
- Élu meilleur joueur de la Coupe d'Asie de l'Est en 2017
- Nommé dans l'équipe type de la K League en 2015, 2016 et 2017